# Леков, Юрий Николаевич
Ю́рий Никола́евич Ле́ков (14 ноября 1928, Садон, СОАССР, РСФСР, СССР — 14 января 2008, Владикавказ, Россия) — советский, российский, украинский оперный режиссёр, основатель и первый художественный руководитель Северо-Осетинского государственного театра оперы и балета. Народный артист РСФСР (1974).

## Биография
В 1957 окончил Киевский институт театрального искусства (у Л. Варпаховского и В. М. Скляренко).
В 1954—1962 — режиссёр Киевской оперы.
В 1962—1968 — главный режиссёр Харьковского театра оперы и балета.
В 1963—1968 — преподавал в Харьковском институте искусств.
В 1975—1977 — главный режиссёр Одесского театра оперы и балета.
С 1972—2008 — главный режиссёр Северо-Осетинского театра оперы и балета, был его основателем и художественным руководителем.

## Оперные постановки

### Киев
- «Катерина» Н. Аркаса
- «Тоска» Дж. Пуччини
- «Иоланта» П. Чайковского

### Харьков
- «Манон Леско» Дж. Пуччини
- «Чио-Чио-Сан» Дж. Пуччини
- «Бал-маскарад» Дж. Верди
- «Тоска» Дж. Пуччини
- «Руслан и Людмила» М. Глинки
- «Евгений Онегин» П. Чайковского